# Муравьелюб техасский
Муравьелюб техасский (лат. Attaphila fungicola) — вид мирмекофильных тараканов семейства Ectobiidae.

## Описание
Встречаются в США. Обнаружены только в гнёздах муравьёв-листорезов Atta texana (Buckley, 1860). Первоначально были описаны американским мирмекологом Уильямом Уилером в штате Техас (Wheeler, 1900), позднее также найдены в Луизиане (Moser, 1964). Мелкие тараканы длиной 3—3,5 мм желтовато-коричневого цвета. Самки бескрылые, самцы брахиптерные. Расселяются вместе с крылатыми самками муравьёв, заползая на их тело, когда те отправляются в брачный полёт.